# Walterhill
Walterhill es un lugar designado por el censo ubicado en el condado de Rutherford en el estado estadounidense de Tennessee. En el Censo de 2010 tenía una población de 401 habitantes y una densidad poblacional de 51,35 personas por km².

## Geografía
Walterhill se encuentra ubicado en las coordenadas 35°57′26″N 86°22′4″O / 35.95722, -86.36778. Según la Oficina del Censo de los Estados Unidos, Walterhill tiene una superficie total de 7.81 km², de la cual 7.81 km² corresponden a tierra firme y (0%) 0 km² es agua.

## Demografía
Según el censo de 2010, había 401 personas residiendo en Walterhill. La densidad de población era de 51,35 hab./km². De los 401 habitantes, Walterhill estaba compuesto por el 89.78% blancos, el 6.23% eran afroamericanos, el 0% eran amerindios, el 0.25% eran asiáticos, el 0.75% eran isleños del Pacífico, el 2.74% eran de otras razas y el 0.25% pertenecían a dos o más razas. Del total de la población el 4.49% eran hispanos o latinos de cualquier raza.